# Château de Cholmondeley
Château Cholmondeley est un château anglais dans la paroisse civile de Cholmondeley, Cheshire, Angleterre. Avec ses jardins à la française adjacents, il est entouré d'un parc. Le site de la maison est le siège de la famille Cholmondeley depuis le XIIe siècle. La maison actuelle remplace une halle à pans de bois située à proximité. Il est construit au début du XIXe siècle pour George Cholmondeley (1er marquis de Cholmondeley), qui en conçoit la majeure partie lui-même sous la forme d'un château crénelé. Après la mort du marquis, la maison est agrandie selon les plans de Robert Smirke pour produire le bâtiment dans sa forme actuelle. La maison est classée par English Heritage comme Immeuble classé II*.
Le premier jardin à la française est conçu au XVIIe siècle par George London. À la suite de l'abandon au XVIIIe siècle, le jardin est réaménagé par William Emes, qui créé également le parc paysager. Au cours du XXe siècle, le jardin est développé par Lavinia, veuve du 6e marquis. Le parc et les jardins sont classés Grade II au Registre des Parcs et Jardins Historiques. Dans le parc et les jardins se trouvent un certain nombre d'autres bâtiments classés. Le plus important d'entre eux est la chapelle Saint-Nicolas, qui date du XIIIe siècle et contient beaucoup de mobilier du XVIIe siècle. Il est classé Grade I dans la liste du patrimoine national pour l'Angleterre. De l'autre côté de l'allée principale se trouve un écran et une passerelle en fer forgé fabriqués par Robert Bakewell en 1722 pour l'ancien manoir et déplacés là au début du XIXe siècle et classé comme Grade II*.
Pendant la Seconde Guerre mondiale, la maison et le terrain sont utilisés à diverses fins militaires, dont un hôpital. Jusqu'à sa mort en novembre 2015, la maison est occupée par Lavinia, marquise douairière de Cholmondeley, mère de l'actuel marquis qui vit dans l'autre siège familial, Houghton Hall dans le Norfolk. La maison n'est pas ouverte au public, mais le parc et les jardins sont ouverts pendant la saison estivale.

## Histoire

### Ancien manoir

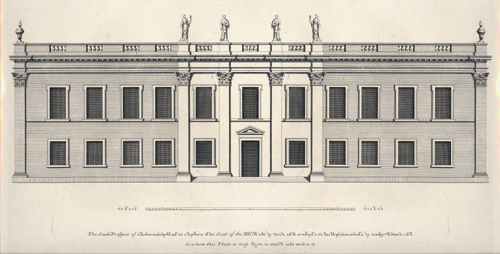
Ancien manoir

Le site de la maison est un siège familial de la famille Cholmondeley depuis le XIIe siècle. Dans le XVIe siècle, la maison est un bâtiment à pans de bois reposant sur une plate-forme à douves. Pendant la guerre civile anglaise au siècle suivant, la maison et sa chapelle séparée sont endommagées par les parlementaires et sont ensuite réparées par Robert Cholmondeley (1er comte de Leinster). En 1701, Hugh Cholmondeley (1er comte de Cholmondeley) charge William Smith de Warwick d'envelopper la maison de briques et d'ajouter des éléments tels que des colonnes géantes et des parapets à balustres avec des urnes et des statues. En 1712, le comte perd patience avec Smith et demande à John Vanbrugh de préparer un nouveau plan, mais il n'est jamais exécuté. En 1722, des portes et des balustrades en fer forgé fabriquées par Robert Bakewell sont utilisées pour fermer le parvis de la maison . Au XVIIIe siècle, la maison est négligée. En 1770, George Cholmondeley, le 4e comte de Cholmondeley, décide de démolir la majeure partie de l'ancien manoir et de le remplacer par un nouveau bâtiment .

### Maison actuelle
La construction de la nouvelle maison dans le style d'un château commence en 1801. Il est conçu principalement par le comte en collaboration avec l'architecte William Turner de Whitchurch. La conception est symétrique; la façade d'entrée orientée à l'ouest et composée de deux blocs crénelés, entre lesquels se trouve une loggia de plain-pied. Derrière la loggia se trouve le hall d'entrée. Face au parc, du côté est de la maison, se trouvent les trois principales salles d'apparat. Cette phase de construction de la maison est achevée en 1805. Une grande partie des matériaux de construction sont recyclés de l'ancienne maison, notamment des briques, du verre, des fenêtres, des boiseries et des cheminées. Les balustrades de Bakewell, sans les portes, sont déplacées pour former un écran sur l'allée principale. En 1817, George Cholmondeley (maintenant le 1er marquis) commence une série d'agrandissements de la maison en commençant par une nouvelle salle à manger. Deux ans plus tard, une aile familiale avec une haute tour rectangulaire est ajoutée au sud de la maison ; ces deux ajouts sont conçus par le marquis. Ils sont suivis par l'ajout de deux tourelles d'angle octogonales. Le marquis meurt en 1828 et peu de temps après, Robert Smirke est chargé de faire d'autres ajouts et modifications. L'ajout principal est une tour ronde à l'angle sud-est de l'aile familiale. Smirke met également en avant la tour centrale de la façade est en y ajoutant une travée à pans coupés, donnant à la maison son aspect actuel  . Ce travail est achevé en 1829 .

### Histoire ultérieure

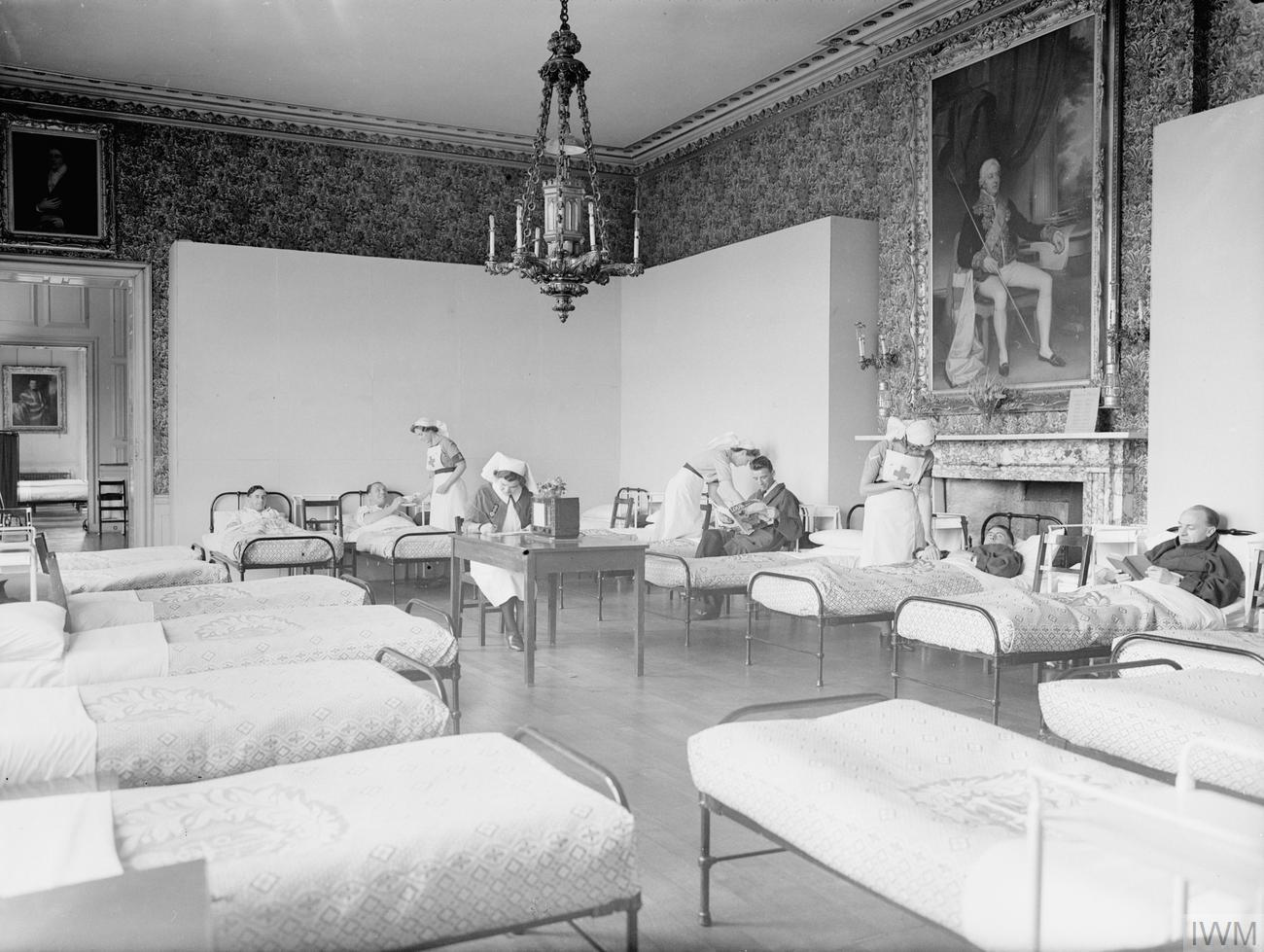
Le bâtiment utilisé comme hôpital auxiliaire de la Royal Navy

Comme pour de nombreux autres domaines et demeures seigneuriales, des rôles spéciaux sont attribués à Cholmondeley pendant la Seconde Guerre mondiale. Entre juillet et octobre 1940, les terrains abritent des troupes au service du gouvernement tchécoslovaque en exil. Plus tard, ils sont utilisés dans les préparatifs de l'Opération Anthropoïde, une tentative d'assassinat contre Reinhard Heydrich. Cholmondeley est également employé comme hôpital auxiliaire de la Royal Naval qui traite des militaires en service souffrant de troubles nerveux graves.
La maison est classée Grade II* le 10 juin 1952. L'actuel marquis, David Cholmondeley, ne vit pas à Cholmondeley mais à l'autre siège de la famille, Houghton Hall dans le Norfolk. Jusqu'à sa mort en novembre 2015, le château de Cholmondeley est occupé par sa mère, Lavinia.

## Architecture

### Extérieur
La maison est construite en grès avec des toits d'ardoise et de plomb. Elle est principalement à deux étages avec un sous-sol, et a des tours s'élevant à une plus grande hauteur. L'ensemble du bâtiment a un parapet crénelé. La façade d'entrée est orientée à l'ouest et se compose de deux ailes de trois étages en trois travées avec une loggia de trois travées d'un étage entre elles. Les fenêtres des blocs latéraux ont des arcs de style gothique et contiennent des entrelacs en Y. Dans la loggia, les fenêtres ont chacune deux lumières sous des têtes presque circulaires. Au-dessus et derrière la loggia, les étages supérieurs du hall d'entrée contiennent également des entrelacs en Y. Sur le côté droit de la façade d'entrée se trouve une tour carrée de cinq étages, qui est reliée à une tourelle octogonale contenant des meurtrières. La façade sur jardin, orientée à l'est, est percée de tourelles octogonales d'angle entre lesquelles s'ouvre une large baie à pans coupés qui s'élève pour former une demi-tour. La section à gauche de celle-ci est orientée au sud et comporte deux étages avec trois travées. Il contient des portes-fenêtres et des fenêtres à têtes trilobées contenant des entrelacs en Y. Il y a ensuite une section de deux étages à deux baies et enfin l'aile de service de Smirke avec sa grande tour ronde contenant des meurtrières.

### Intérieur
La loggia mène au hall d'entrée à double hauteur. Elle a des arcades aveugles sur les murs latéraux. En face de l'entrée se trouve une arcade ouverte menant à un passage nord-sud. Au-delà, l'antichambre avec sa grande baie vitrée à pans coupés. Cette pièce a une simple Corniche à denticules. Au nord se trouve la salle à manger avec une cheminée en marbre, une corniche décorée de fleurs et de feuilles dorées et, au plafond, des rosaces avec une grande rosace centrale avec un lustre. Au sud de l'antichambre se trouve le salon. Ici la corniche est ornée de flèches pointant vers le bas et il y a une rosace centrale avec un lustre. Menant du salon est le hall d'escalier avec un escalier à puits ouvert. Le hall est éclairé par une lanterne en bois et les escaliers sont en marbre noir. La balustrade en fer forgé de l'escalier et du palier a été réalisée par Robert Bakewell et déplacée de l'ancien manoir. La main courante est en palissandre. Au sud du hall d'escalier se trouvent la chambre de bébé et la bibliothèque. La salle aux oiseaux, entre l'escalier et le salon, contient une collection de munitions. La disposition des pièces et des couloirs dans les chambres supérieures est complexe. Les cuisines et les bureaux domestiques sont au sous-sol .

## Terrains

### Chapelle

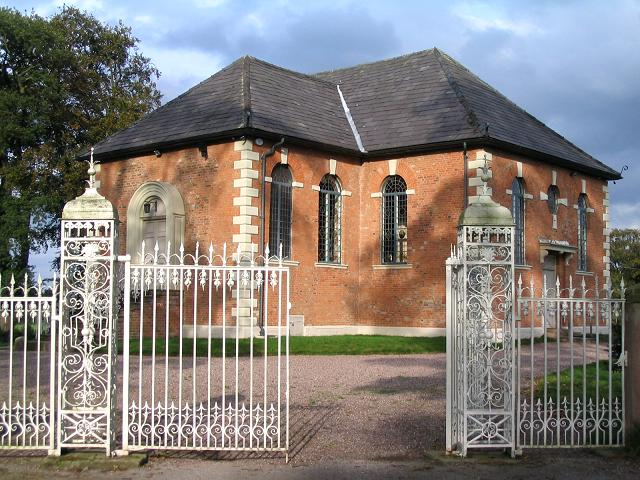
Chapelle St Nicolas

La chapelle  à l'origine est une structure à pans de bois au XIIIe siècle. Il est encastré dans la brique et agrandie en 1717 et d'autres ajouts sont faits en 1829 et 1840. Elle a un toit en ardoise et est dans un plan cruciforme. Une grande partie de son mobilier date du XVIIe siècle. Le banc de la famille Cholmondeley se trouve à l'extrémité ouest, dans une position surélevée .

### Jardins et parc
Les premiers jardins formels sont établis au XVIIe siècle par Hugh Cholmondeley (1er comte de Cholmondeley). Ils sont dans le style de jardin à la française, contenant des canaux et des allées. Les jardins sont conçus par George London et comprennent des portes et des balustrades de Jean Tijou et des statues de John Nost  . À la suite de la négligence du XVIIIe siècle, le 4e comte emploie William Emes pour remodeler les jardins. Emes transforme le jardin à la française en un parc paysager, plantant un grand nombre d'arbres et créant des lacs. Le développement ultérieur des jardins est réalisé par John Webb, un élève d'Emes, qui a probablement conçu la terrasse immédiatement autour de la maison. Depuis le milieu du XXe siècle et jusqu'à sa mort, les jardins sont sous la garde de Lavinia, la marquise douairière, qui les améliore et ajoute des éléments supplémentaires .

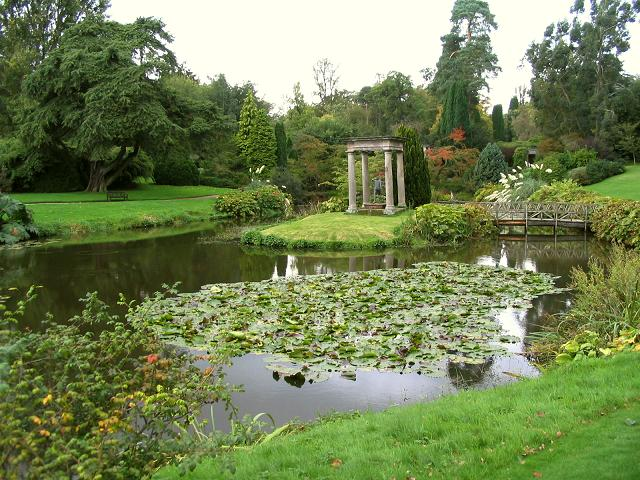
Jardin du temple

La maison est entourée d'une terrasse, au sud de laquelle se trouvent trois jardins reliés entre eux : le Silver Garden, le Lily Pool Garden et un espace contenant une piscine. Au-delà se trouvent des pelouses, des groupes d'arbres et d'arbustes spécimens, des allées de gravier et un jardin clos. Une caractéristique majeure est le Temple Garden qui contient un bassin irrégulier dans lequel se trouvent deux petites îles. Sur l'une des îles se trouve une structure en forme de temple. À l'extrémité ouest du jardin se trouve une rotonde. Au nord-ouest du Temple Garden se trouve le Rose Garden. Au-delà des jardins se trouve un parc, qui est principalement composé de prairies avec quelques arbres. Les caractéristiques du parc comprennent un ha-ha et deux lacs; Chapel Mere et Deer Park Mere. Depuis 10 juin 1985, les jardins et le parc sont classés Grade II au Registre des Parcs et Jardins Historiques. La zone couverte par l'appellation s'élève à environ 240 Ha.